# Andrejanovy ostrovy
Andrejanovy ostrovy (angl.: Andreanof Islands, aleutsky: Niiĝuĝin tanangis, rusky: Андреяновские острова) je skupina ostrovů v Aleutských ostrovech v jihozápadní Aljašce.

## Geografie
Ostrovy jsou dlouhé asi 440 km. Toto souostroví zahrnuje 46 sopečných ostrovů a mnoho menších skalisek. Celková rozloha je 3 924 km². Nejvyšším bodem souostroví je sopka Tanaga (1806 m).

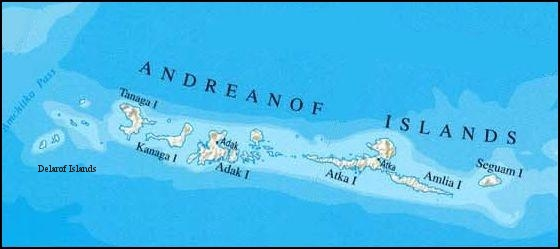
Mapa soustroví

11 nejzápadnějších ostrovů se nazývá Delarovy ostrovy.
Andrejanovy ostrovy tvoří od západu na východ především tyto největší ostrovy Gareloi (Spálený ostrov), Tanaga, Kanaga, Adak, Kagalaska, Velký Sitkin, Atka, Amlja a Seguam.
Andrejanovy ostrovy jsou obvykle mlhavé a bez stromů kvůli téměř stálému větru. Vegetace je tvořena především subarktickými loukami a vřesy. Jsou zde především lišky polární a v pobřežních vodách se loví tresky a platýsi.
Ostrovy se nachází v seizmicky aktivní zóně, každý den se zde zaznamenávají otřesy až 3 stupně Richterovy stupnice. K největším zemětřesením došlo v letech 1957 a 2007 o síle 8,6 a 7,2 Richterovy stupnice.

## Historie
Ostrovy byly poprvé Evropany objeveny v letech 1760 až 1764 ruským navigátorem Andrejanem Tolstychem, který zde strávil tři roky, zmapoval je a popsal místní aleutské obyvatelstvo. Po svém objeviteli byly v roce 1761 ostrovy pojmenovány.
V roce 1867 byly ostrovy spolu s Aljaškou prodány Ruskem Spojeným státům americkým.
Během druhé světové války bylo na ostrovech umístěno několik amerických vojenských základen. Po válce se základna na ostrově Adak rozšířila a stala se trvalou, ale v roce 1995 byla uzavřena.

## Počet obyvatel
Podle sčítání obyvatel v roce 2000 na Andrejanových ostrovech žilo 412 lidí, největší osadou je Adak na stejnojmenném ostrově. V 18. století byly ostrovy mnohem lidnatější, žilo zde přibližně 3000 domorodých Aleutů.

## Galerie

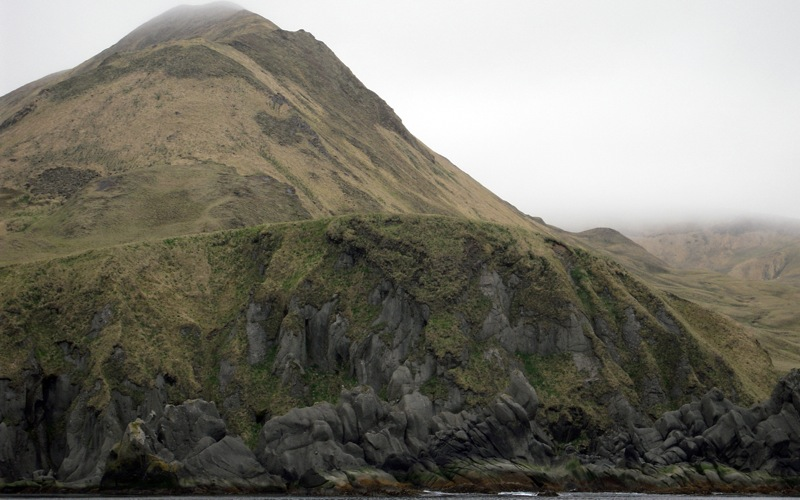
Ostrov Amatignak (rok 2008)
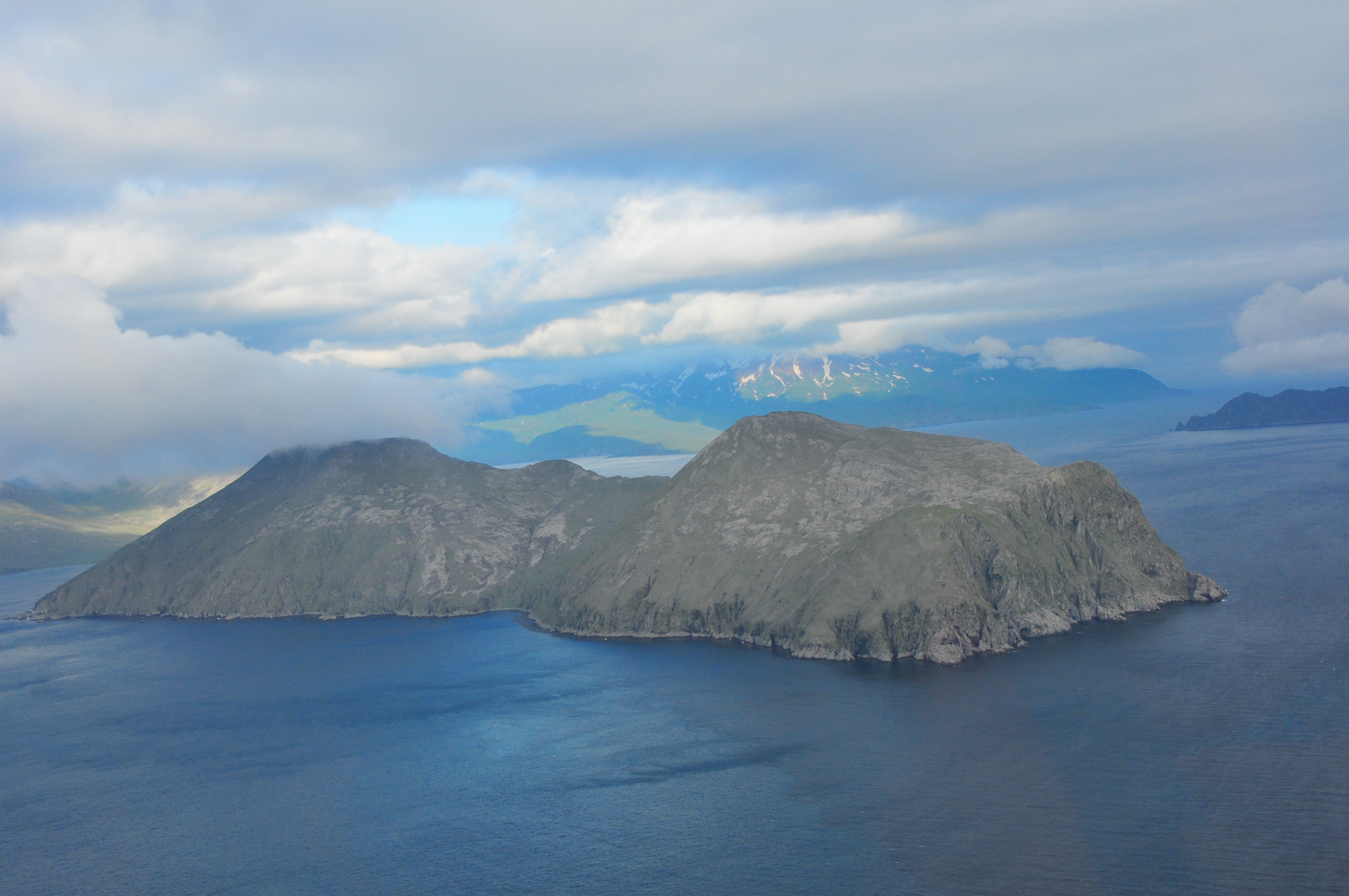
Ostrov Igitkin (rok 2008)
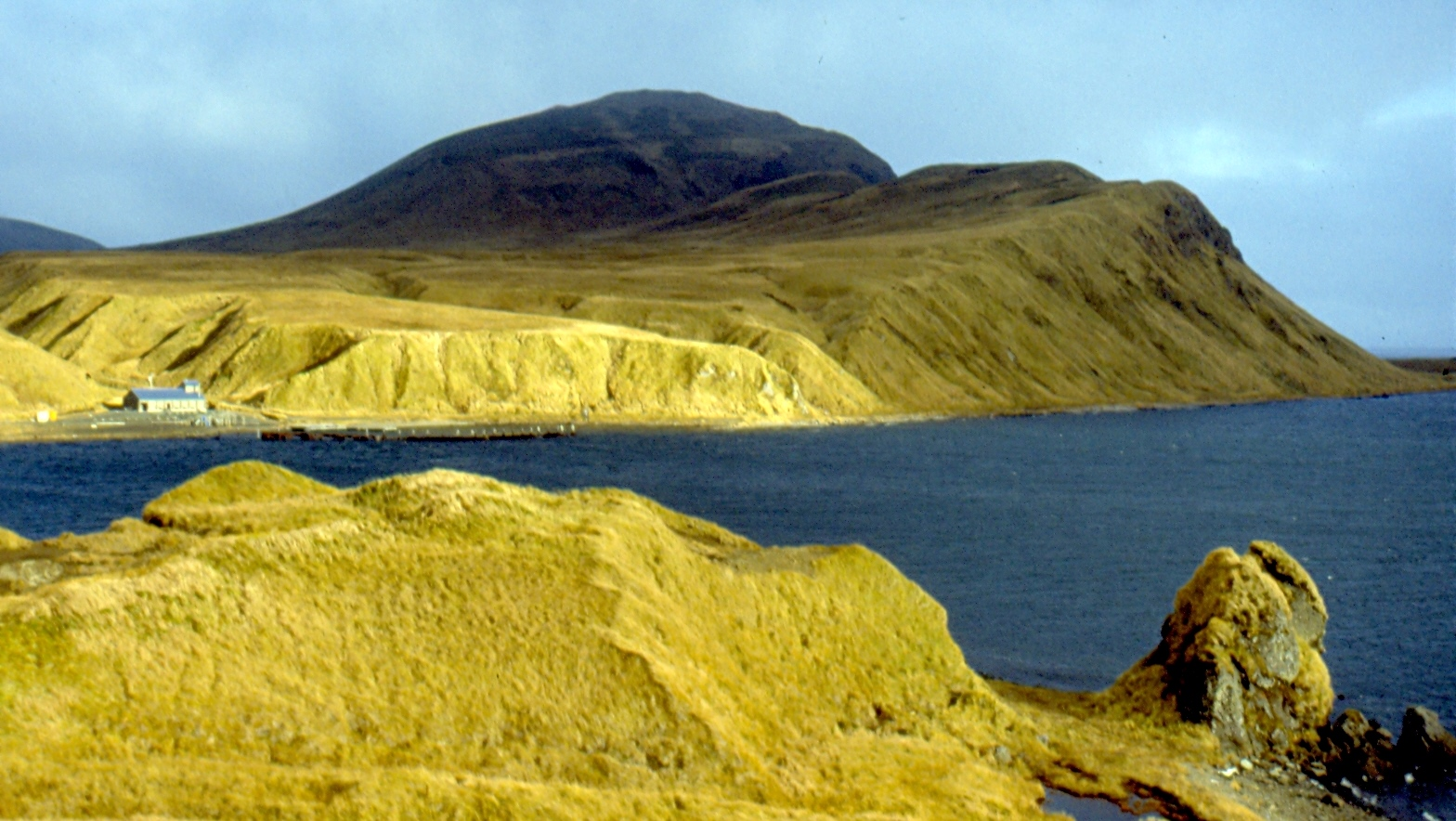
Tundra na ostrově Adak (rok 1990)
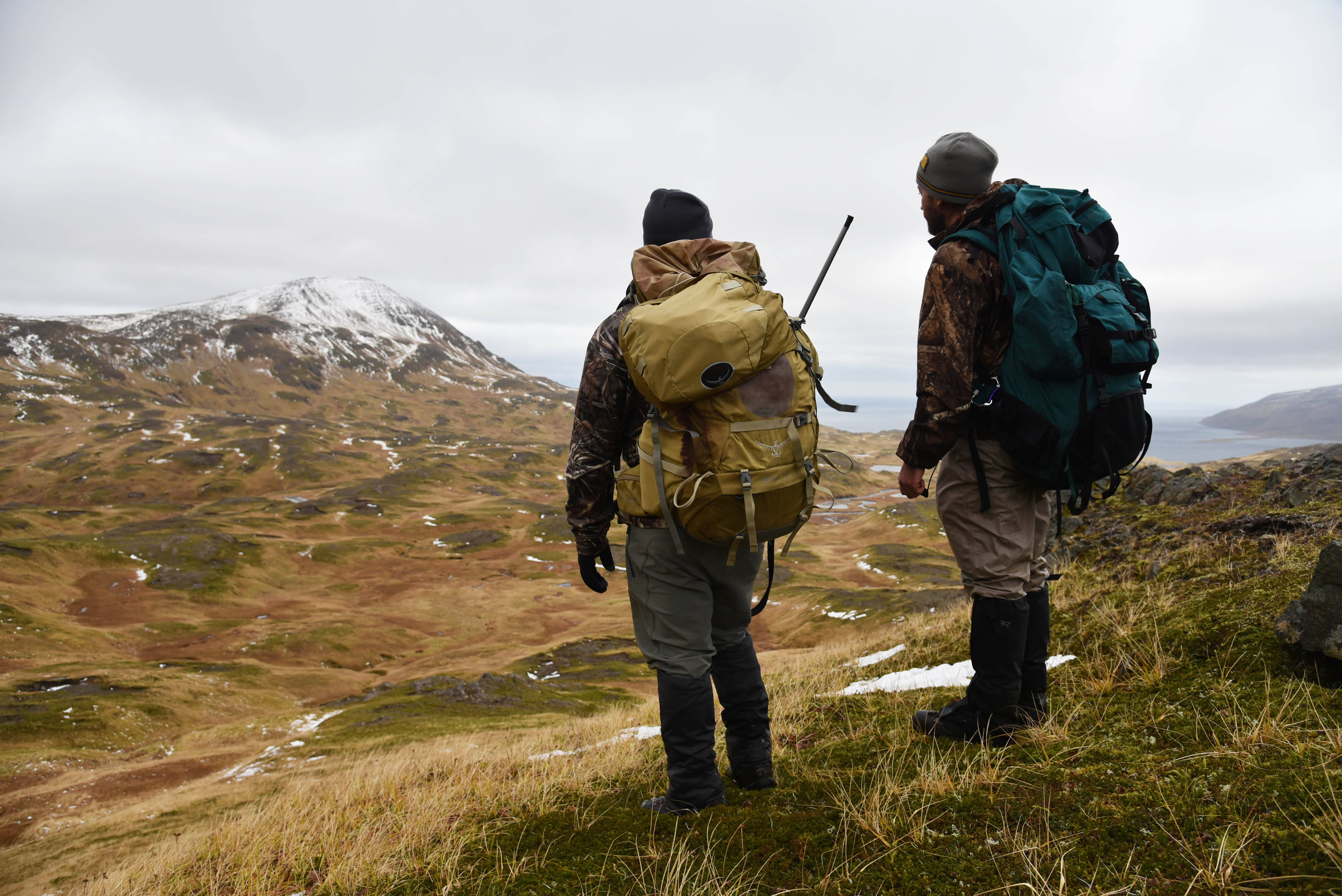
Lovci na Adaku (rok 2016)
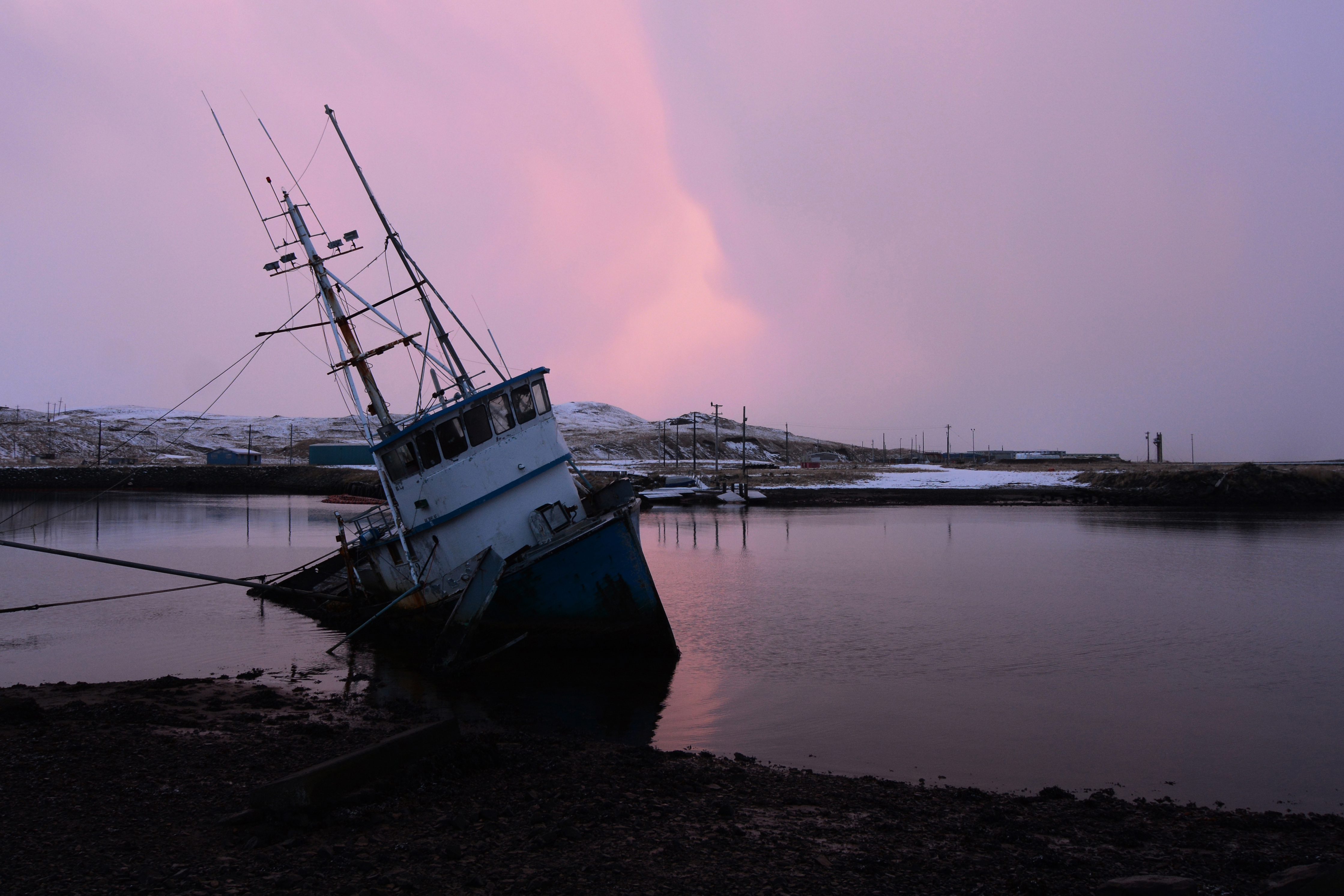
Vrak v adackém přístavu (rok 2014)
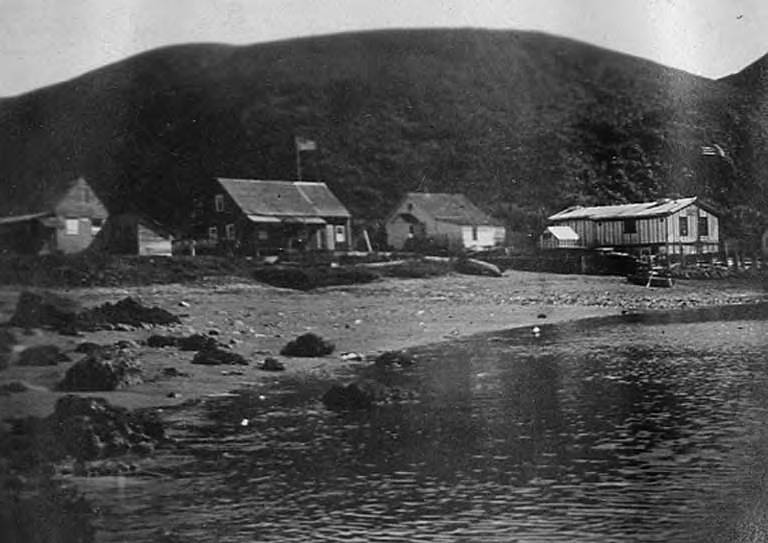
Budovy na pobřeží ostrova Atka (mezi roky 1911-1913)
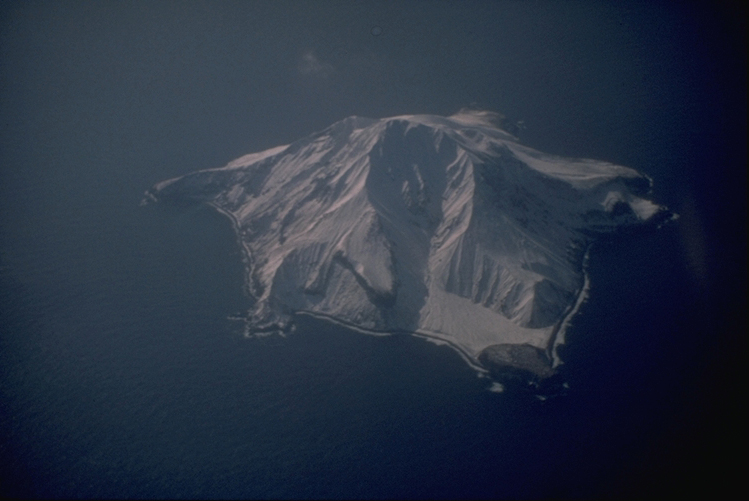
Spálený ostrov
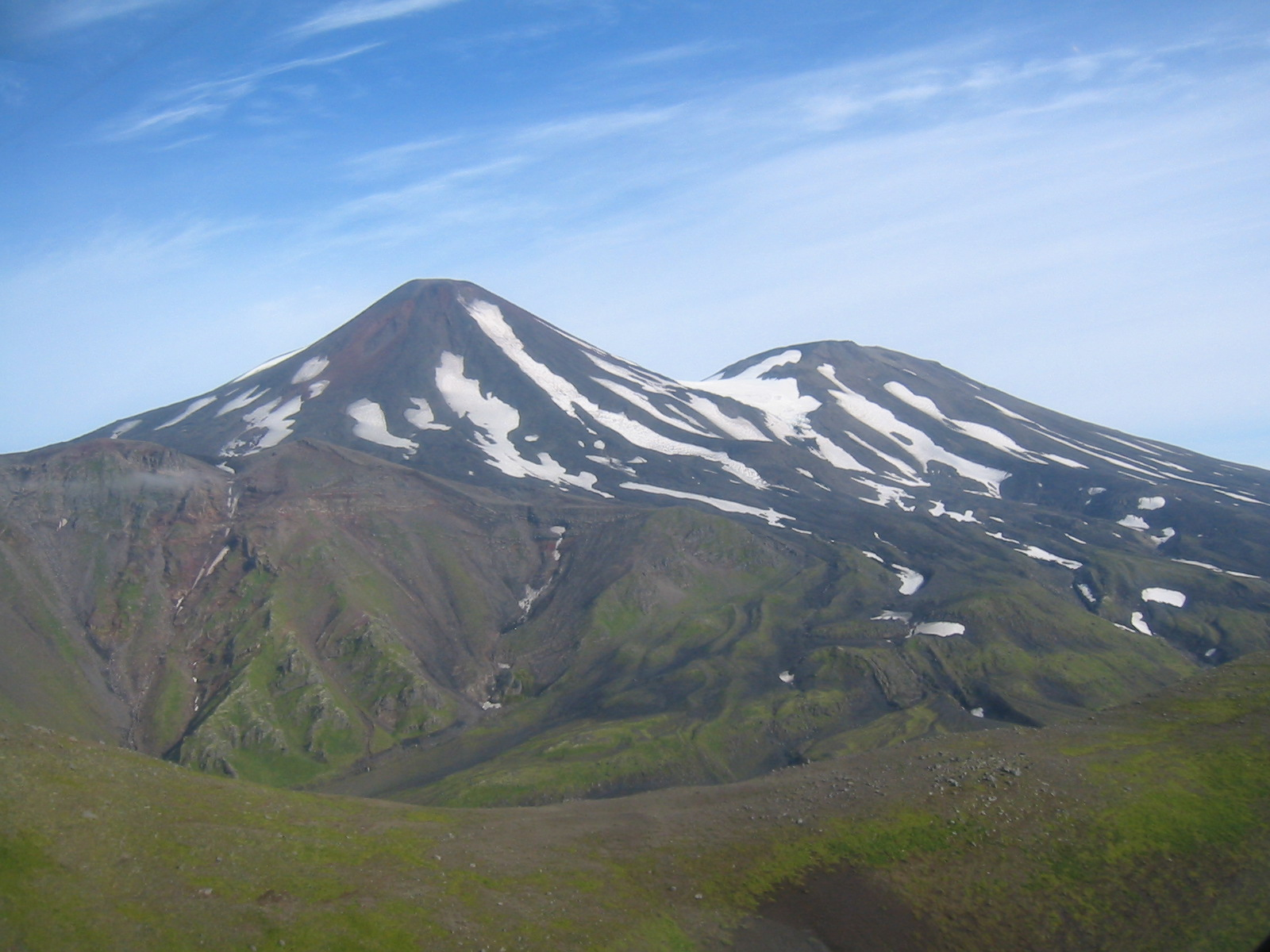
Sopka Tanaga na stejnojmenném ostrově (rok 2003)